# Pearson-Kammratte
Die Pearson-Kammratte (Ctenomys pearsoni) ist eine Art der Kammratten. Die Art kommt endemisch im Süden von Uruguay vor. Sie ähnelt der nahe verwandten Halsband-Kammratte (Ctenomys torquatus) und besitzt wie diese einen auffälligen Kragen, unterscheidet sich von dieser jedoch vor allem in der Schädelmorphologie.

## Merkmale

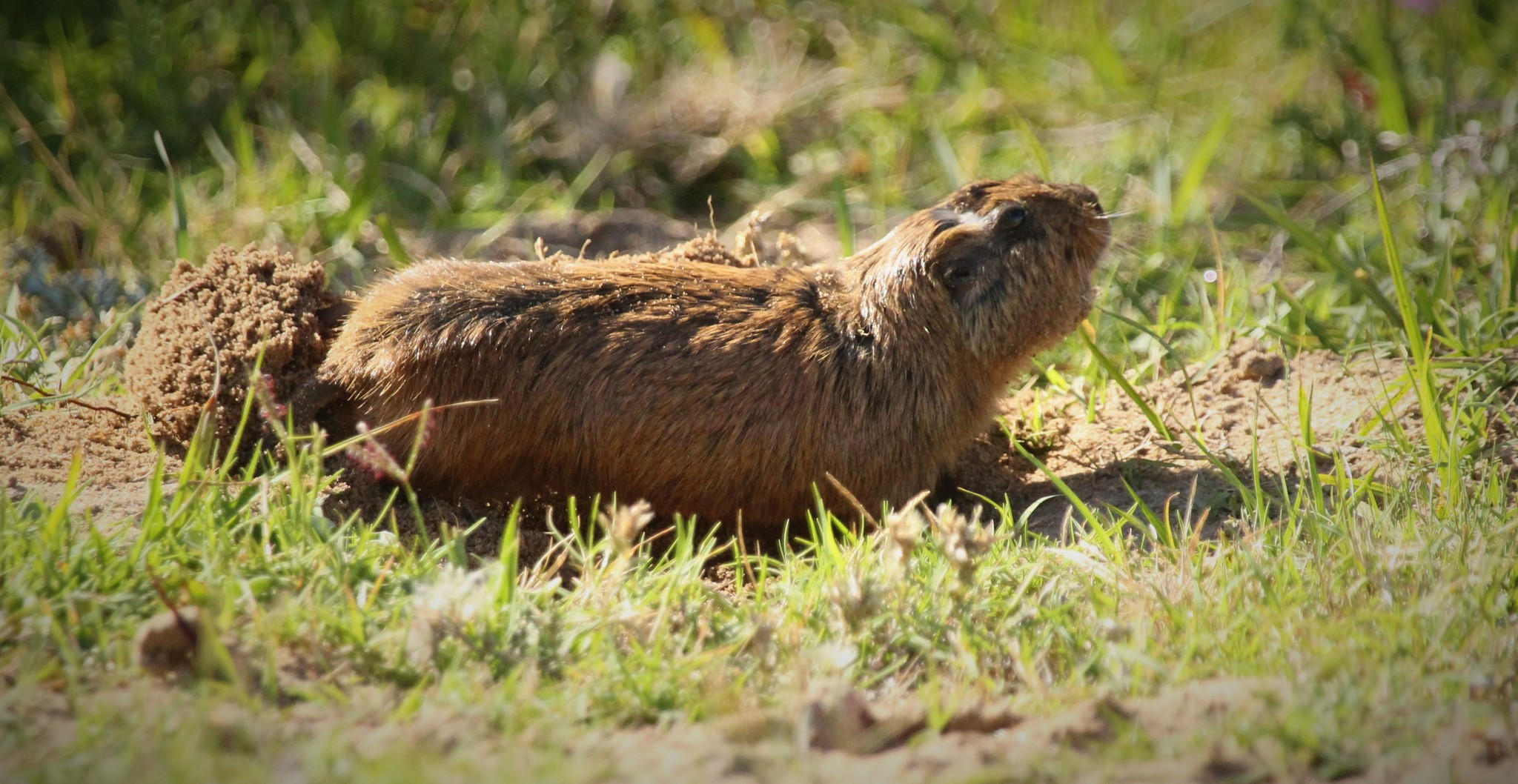
Seitenansicht

Die Pearson-Kammratte erreicht eine Gesamtlänge von 24,5 bis 27,7 Zentimetern mit einer Schwanzlänge von 7,2 bis 8,2 Zentimetern bei einem Gewicht von etwa 165 bis 300 Gramm. Es handelt sich damit um eine mittelgroße Art der Gattung. In ihrer Färbung entspricht die Art weitgehend der Halsband-Kammratte mit einer orange-braunen Rückenfärbung, helleren Körperseiten und einem blassbraunen Bauch. Wie bei dieser ist ein heller Kragen im unteren Halsbereich ausgebildet.
Der Schädel ist vergleichsweise schmal, abgeflacht und verlängert. Die Oberseite der Stirn ist weitgehend flach vom Augenbereich bin zum Hirnschädel. Die Schnauze ist verlängert, und die oberen Schneidezähne sind leicht vorstehend (proodont). Die Paukenblasen sind verlängert und reichen bin hinter die Kondylen der Kopfgelenke.
Der Karyotyp besteht aus einem doppelten Chromosomensatz von 2n = 56, 58, 64, 66 und 70 (FN=77 bis 80) Chromosomen; ein Zusammenhang zwischen den unterschiedlichen Haplotypen und der geographischen Verbreitung besteht wahrscheinlich nicht. Allerdings ist unklar, ob alle Untersuchungen zum Karyotyp dieser Art sich wirklich auf diese beziehen. Die Spermien sind symmetrisch.

## Verbreitung
Das Verbreitungsgebiet der Pearson-Kammratte ist auf den Süden von Uruguay beschränkt, wo die Art endemisch nur im Bereich ihres Erstfundortes nahe der Stadt Rocha im Departamento Rocha bis Colonia del Sacramento im Departamento Colonia entlang des Río Uruguay vorkommt.

## Lebensweise
Über die Lebensweise der Pearson-Kammratte liegen wie bei den meisten Arten der Kammratten nur wenige Informationen vor. Sie lebt wie alle Kammratten weitgehend unterirdisch in Gangsystemen. Als Lebensraum nutzt sie offene sandige Bereiche mit variablem Lehm-Anteil am Ufer oder in den umliegenden Bereichen des Río Uruguay. Sie ernährt sich generalistisch vegetarisch von den verfügbaren Pflanzen, vor allem von Gräsern und Laub. Die Art weist eine große Variationsbreite in der Konstruktion ihrer Gänge auf; in der Regel gibt es jedoch einen Hauptgang mit konstanter Tiefe, der die Hauptachse des Baus bildet. Die Tunnel haben 5 bis 24, im Durchschnitt dreizehn, Ausgänge und variieren in der Länge von 70 bis 130 Zentimetern. Es gibt ein oder zwei Nester aus getrocknetem Gras pro Tunnel.
Die Tiere sind Einzelgänger (solitär) und territorial, sie verteidigen ihr Revier entsprechend gegen Artgenossen. Sie sind polygyn, ein Männchen verpaart sich also mit mehreren Weibchen. Die Reproduktionsphase findet vom Juli bis September statt, wobei sich die Weibchen um ihren Nachwuchs kümmern. Die Jungtiere werden über einen Zeitraum von etwa zwei Monaten gesäugt und verlassen danach den Bau der Mutter. Die jungen Weibchen sind bereits im Geburtsjahr geschlechtsreif.

## Systematik
Die Pearson-Kammratte wird als eigenständige Art innerhalb der Gattung der Kammratten (Ctenomys) eingeordnet, die aus etwa 70 Arten besteht. Die wissenschaftliche Erstbeschreibung der Art stammt von den uruguayischen Zoologen Enrique P. Lessa und Alfredo Langguth aus dem Jahr 1983, die sie anhand von Individuen aus Arroyo Limetas südöstlich von Carmelo im Departamento Colonia beschrieben. Aufgrund von molekularbiologischen Daten wird sie der torquatus-Gruppe um die Halsband-Kammratte (Ctenomys torquatus) zugerechnet.
Innerhalb der Art werden neben der Nominatform keine Unterarten unterschieden.
Benannt wurde die Pearson-Kammratte nach dem amerikanischen Zoologen Oliver Payne Pearson (1915–2003).

## Status, Bedrohung und Schutz
Die Pearson-Kammratte wird von der International Union for Conservation of Nature and Natural Resources (IUCN) als Art der Vorwarnliste („near threatened“) gelistet. Als Begründung wird das sehr kleine Verbreitungsgebiet mit einer verfügbaren Habitatfläche von weniger als 500 km2 angegeben, das sich zudem verkleinert. Die Hauptbedrohung für die Bestände der Art ist die Veränderung des Lebensraums; sie ist jedoch anpassungsfähig und überlebt auch in gestörten Lebensräumen, wobei sie die Landwirtschaft und auch Veränderungen am Flussufer toleriert.

## Belege
1. 1 2 3 4 5 6 7 8 9 10 11 12  Pearson’s Tuco-tuco. In: T.R.O. Freitas: Family Ctenomyidae In: Don E. Wilson, T.E. Lacher, Jr., Russell A. Mittermeier (Herausgeber): Handbook of the Mammals of the World: Lagomorphs and Rodents 1. (HMW, Band 6) Lynx Edicions, Barcelona 2016, S. 522. ISBN 978-84-941892-3-4.
2. 1 2 3  Ctenomys pearsoni. In: Don E. Wilson, DeeAnn M. Reeder (Hrsg.): Mammal Species of the World. A taxonomic and geographic Reference. 2 Bände. 3. Auflage. Johns Hopkins University Press, Baltimore MD 2005, ISBN 0-8018-8221-4.
3. 1 2 3  Ctenomys pearsoni in der Roten Liste gefährdeter Arten der IUCN 2019. Eingestellt von: C. J. Bidau, 2019. Abgerufen am 29. April 2020.
4. ↑  Beolens, Watkins & Grayson: The Eponym Dictionary of Mammals. JHU Press, 2009, S. 312 (Pearson, O. P.).